# Oleksovice
Oleksovice (deutsch Groß Olkowitz) ist eine Minderstadt im Okres Znojmo (Bezirk Znaim), Jihomoravský kraj (Region Südmähren) in der Tschechischen Republik. Der Ort wurde als ein Straßenangerdorf angelegt.

## Geographie

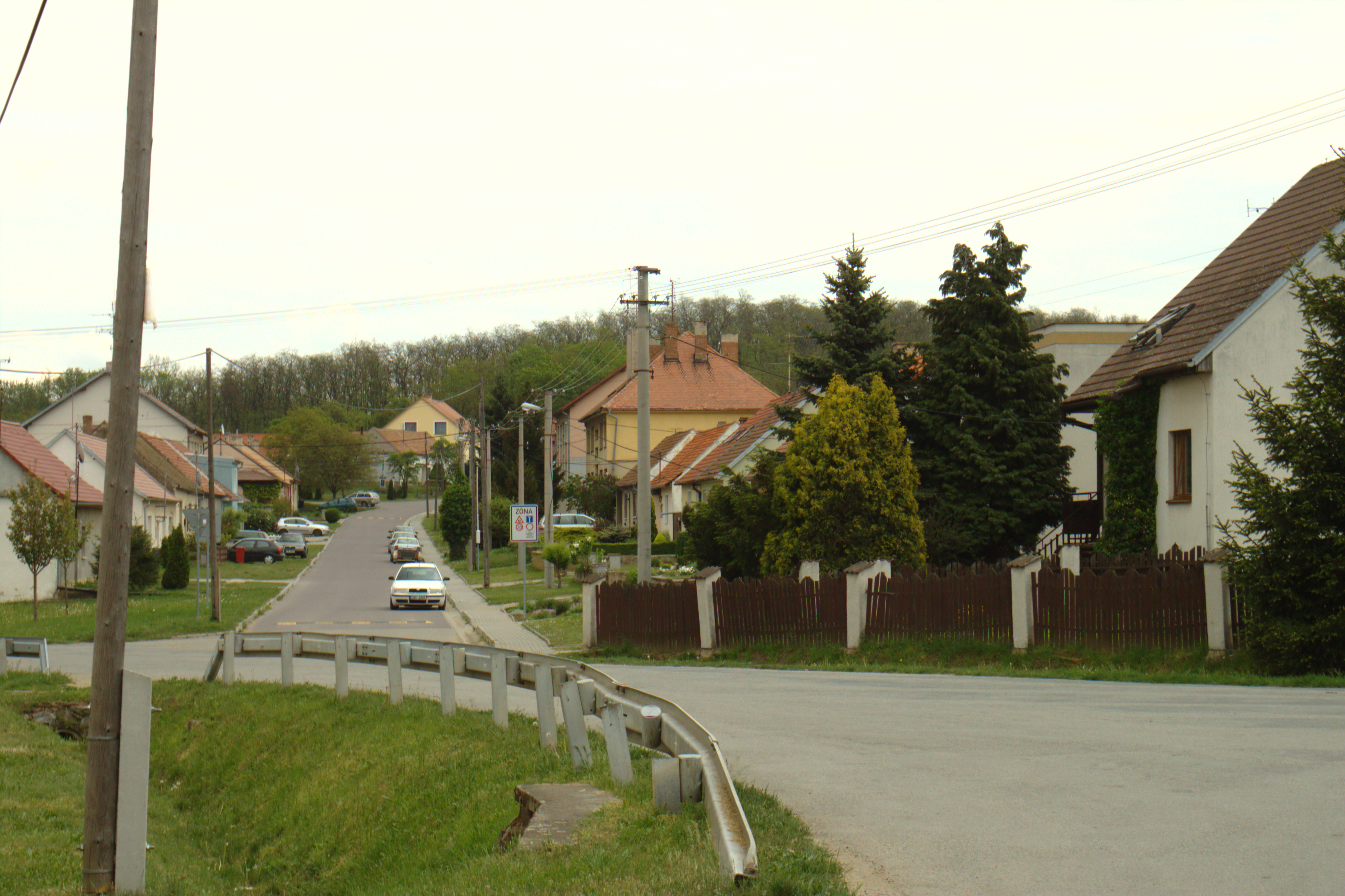
Oleksovice

Oleksovice liegt beiderseits der Skalička in der Thaya-Schwarza-Senke. Nordöstlich befindet sich der Oleksovický rybník (Mitterteich). Nachbarorte sind Mšice (Mausdorf) im Südosten, Stošíkovice na Louce (Teßwitz an der Wiese) im Südwesten und nordöstlich Václavov.

## Geschichte
Die Anlage des Ortes und die bis 1945 gesprochene Ui-Mundart (bairisch-österreichisch) mit ihren speziellen Bairischen Kennwörtern weisen auf eine Besiedlung durch bayrische deutsche Stämme hin, wie sie um 1050, aber vor allem im 12/13. Jahrhundert erfolgte. Die erste urkundliche Erwähnung des Ortes erfolgte am 25. Oktober 1190. Zwei Jahre später wird eine Kirche genannt, womit Groß-Olkowitz eine der ältesten Pfarreien im Lande ist. Im Laufe der Jahrhunderte änderte sich die Schreibweise des Ortes mehrmals. So schrieb man 1190 „Oleczovicz“, 1363 „Olokowitz“, 1529 „Groß Alexovitz“ und 1672 „Olkowitz“. Seit dem 18. Jahrhundert war zur Unterscheidung vom Dorf Olkowitz „Groß Olkowitz“ gebräuchlich.
Am 10. April 1336 wurde dem Dorf von König Johann das Marktrecht verliehen. Im Oktober desselben Jahres erhielt Groß-Olkowitz ebenfalls das Recht der Gerichtsbarkeit. Der Prangerstein blieb ebenso wie eine Faust mit Schwert an der Hausecke bis 1945 erhalten. Diese Rechte wurden im Jahre 1606 von Kaiser Rudolf II. bestätigt und um das Recht auf zwei Jahrmärkte erweitert. Um 1550 ließen sich die Täufer im Ort nieder. Nach dem Sieg der kaiserlichen Truppen in der Schlacht am Weißen Berg und dem Einsetzen der Gegenreformation wurden die Täufer im Jahre 1622 aus dem Land verwiesen. Die meisten zogen nach Siebenbürgen weiter. Das Gebetshaus der Täufer wurde als Beinhaus und als Geräteschuppen für den Totengräber verwendet. Während des Dreißigjährigen Krieges wurde der Ort von den Schweden geplündert. Ab 1692 gehört der Markt zur Herrschaft des Klosters Bruck. Der Ort führt seit 1694 Matriken.
Der Ortsteil Mausdorf entstand nach der Auflösung des Klosters Bruck unter Kaiser Josef II. im Jahre 1784. Es waren 32 Häusler, welche von der Herrschaft Lechwitz angesiedelt worden sind. Während des Deutsch-Österreichischen Krieges im Jahre 1866 wurde der Ort von preußischen Truppen besetzt. Diese verlangten 1200 Gulden als Kriegskontributionen. Da diese nicht aufgebracht werden konnten, mussten 18 Kühe und ein Stier abgeliefert werden. Die preußischen Soldaten schleppten auch die Cholera in Groß-Olkowitz ein. Jahre später wurden die 1200 Gulden von der österreichischen Regierung zurückvergütet. Mit dem Geld beschloss man 14 Kreuzwegstationen für die Kirche anzuschaffen. Die Ortsteile Hermannsdorf und Schakwitz lösten sich 1867 los und bildeten eigene Gemeinden. Im Jahre 1894 wurde die Freiwillige Feuerwehr gegründet. Ein Jahr später wurde zum Schutz des Ortes vor Überschwemmungen ein Reservoir gebaut. Im Jahre 1918 starben zwanzig Groß-Olkowitzer an der Spanischen Grippe.
Nach dem Ersten Weltkrieg zerfiel der Vielvölkerstaat Österreich-Ungarn. Der Vertrag von Saint-Germain 1919 erklärte den Ort, der 1910 zu 94 % von Mährern des bairisch-österreichischen Dialektraums bewohnt war, zum Bestandteil der neuen Tschechoslowakischen Republik. In der Zwischenkriegszeit führten staatliche Maßnahmen zum massiven Zuzug von Personen, die tschechisch sprachen. Bei der Bodenreform von 1921 bis 1924 wurde ein Großteil der Gründe an tschechische Siedler und Legionäre verteilt. Mit dem Münchner Abkommen wurde Groß Olkowitz am 1. Oktober 1938 ein Teil des deutschen Reichsgaues Niederdonau.
Nach dem Ende des Zweiten Weltkrieges, der 106 Opfer unter den Groß-Olkowitzern forderte, kam die Gemeinde am 8. Mai 1945 wieder zur Tschechoslowakei zurück.
Bei schweren Nachkriegsexzessen gegenüber der deutschen Bevölkerung durch militante Tschechen kamen fünf Männer zu Tode. Andere deutschmährische Bürger flohen vor diesen Ausschreitungen über die nahe Grenze nach Österreich. Am 18. August 1945 wurde ein Großteil der Ortsbewohner in einer „wilden Vertreibungs-Aktion“ in Richtung österreichische Grenze getrieben. Da die österreichischen Beamten den Grenzübertritt verwehrten, wurden sie in der Ortschaft Gerstenfeld untergebracht. Von dort versuchten sie ihre Flucht in „persönlichen Einzelaktionen“ über die schlecht bewachte Grenze nach Österreich.  Zwischen dem 9. Juli und dem 18. September 1946 erfolgte die „geordnete“ Zwangsaussiedlung von 182 Groß Olkowitzern nach Westdeutschland. 111 Personen verblieben im Ort. Bereits am 25. Oktober 1945 war das Vermögen der deutschen Einwohner aufgrund des Beneš-Dekretes 108 konfisziert und unter staatliche Verwaltung gestellt worden.
Die in Österreich befindlichen Ortsbewohner wurden bis auf ca. 26 %, in Übereinstimmung mit den ursprünglichen Überführungs-Zielen des Potsdamer Abkommens, nach Deutschland weiter transferiert.
Seit dem 31. März 2009 hat Oleksovice wieder den Status eines Městys (Minderstadt).

## Wappen und Siegel
Obwohl ein Siegel aus Jahre 1336 vermutet wird und spätestens ab 1606 gewiss ist, konnte bis jetzt nur ein Siegelabdruck aus dem 18. Jahrhundert gefunden werden. Es zeigt innerhalb eines Blütenkranzes ein Barockschild. Darin befindet sich ein Turm mit kreuzbestecktem Spitzdach. Der Turm wird von den Initialen „P“ und „R“ beseitet.
Ein weiteres Siegel stammt aus dem Jahre 1719 und ist achtseitig. Darin ist ein Turm beseitet von zwei kleinen Türmen zu erkennen. Alle drei besitzen ein Spitzdach. Über den Dächern befinden sich die Initialen „G.O.W.“ (=Groß Olkw Witz).
Wappen:
Im Jahre 1606 wurde dem Markt ein Wappen zugesprochen. Es zeit einen in Blau und Silber geteilten Schild. Darüber befindet sich, von oben wachsend, ein gekrönter, gold bewehrter und rot bezungter schwarzer Adler mit der silbernen Initiale „R“ auf der Brust. Darunter ein goldenes „W“.

## Bevölkerungsentwicklung
| Volkszählung | Einwohner gesamt | Volkszugehörigkeit der Einwohner | Volkszugehörigkeit der Einwohner | Volkszugehörigkeit der Einwohner |
| Jahr         | Einwohner gesamt | Deutsche                         | Tschechen                        | Andere                           |
| ------------ | ---------------- | -------------------------------- | -------------------------------- | -------------------------------- |
| 1880         | 1065             | 1045                             | 19                               | 1                                |
| 1890         | 1081             | 1081                             | 0                                | 0                                |
| 1900         | 1103             | 1074                             | 29                               | 0                                |
| 1910         | 1177             | 1113                             | 46                               | 18                               |
| 1921         | 1276             | 1192                             | 54                               | 30                               |
| 1930         | 1277             | 1131                             | 126                              | 20                               |

## Ortsgliederung
Für den Městys Oleksovice sind keine Ortsteile ausgewiesen. Zu Oleksovice gehört die Ortslage Mšice (Mausdorf) und die Einschichten Karlov (Karlhof) und Nový Dvůr (Neuhof).

## Sehenswürdigkeiten
- Pfarrkirche Mariae Himmelfahrt, Umbau 1576, Hochaltarblatt von Josef Winterhalter II., Vesperbild aus dem 14. Jahrhundert.
- Bildsäulen des hl. Florians (17. Jahrhundert), des hl. Johann von Nepomuk (18. Jahrhundert) und der hl. Dreifaltigkeit (1760)
- Martersäule (1595)
- Friedhof (um 1300)
- Rathaus (1338), umgebaut 1832 und 1925

## Söhne und Töchter des Ortes
- Jakob Zukrigl (1807–1876), römisch-katholischer Theologe
- Martin Bauer (1833–1921), Dekan der Universität Wien und Hofkaplan
- Alois Springer (* 1935), Dirigent
- Josef Büchinger (1803–1886), Dompropst und Generalvikar

## Brauchtum
Die Jahrmärkte fanden an den Montagen vor Mariä Heimsuchung (2. Juli) und nach Mariä Himmelfahrt (15. August) statt.
Der Kirtag fand immer vom 14. bis zum 16. August statt.